# Transports en Auvergne-Rhône-Alpes

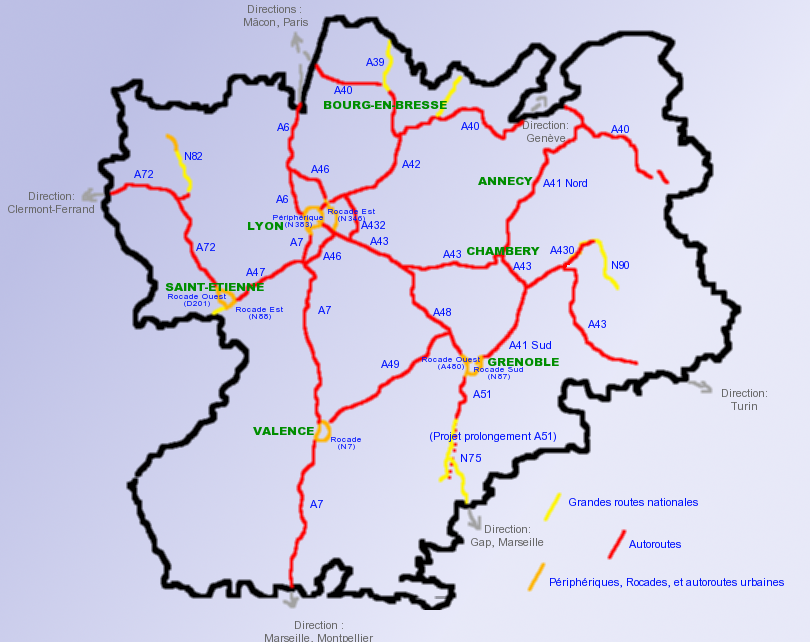
Autoroutes rhônalpines

Cet article concerne les différents modes de transports en région Auvergne-Rhône-Alpes.

## Ferroviaire
La région dispose d'un nombre de villes important desservies par le TGV.
- Vers le réseau LGV Méditerranée (dessert Marseille notamment) : Lyon-Part-Dieu, Valence TGV, Montélimar (à terme peut-être compromise par la future gare d'Allan),
- Sur la ligne PLM (Paris-Lyon-Marseille-Vintimille) et ses ramifications : Lyon Part-Dieu, Valence TGV, Montélimar, Chambéry, Grenoble, Bourg Saint-Maurice, Saint-Étienne,
- Sur la ligne Paris-Genève : Bourg-en-Bresse, Culoz et Bellegarde-sur-Valserine,
- En construction, vers le nord-est (desservira Besançon et Strasbourg notamment) : Lyon Part-Dieu,
- En projet, vers l'Italie (desservira Turin notamment) : Lyon Part-Dieu, Challes-les-Eaux, Grenoble-Gières.

La liaison TGV Paris-Grenoble dessert la gare et aéroport international de Lyon Saint-Exupéry.
Ponctuellement la gare de Bourg-Saint-Maurice devient l'une des gares les plus fréquentées de Rhône-Alpes. Pendant les week-ends des vacances d'hiver, des TGV venant de Paris ou de Bruxelles desservent la gare.
La ligne ferroviaire Lyon-Saint-Étienne, est une des lignes régionales de province en France les plus fréquentées. La liaison Mâcon-Lyon est également très fréquentée.
Un projet de RER baptisé Réseau express de l'aire métropolitaine lyonnaise, soit REAL est à l'étude, ce qui en ferait le premier RER hors de Paris en France.
Un autre projet est en cours de réalisation à Grenoble. Il s'agit de densifier le réseau ferré, afin d'y faire circuler des trains de banlieue, très régulièrement, entre les 5 gares de l'agglomération. Ce projet aurait pour but de remplacer le métro, irréalisable à Grenoble, à cause de la présence de nappes phréatiques.
Enfin, Rhône-Alpes dispose de lignes ferroviaires touristiques circulant au cœur de paysages à intérêt particulier :
- le chemin de fer du Vivarais, en Ardèche,
- le chemin de fer de la Mure, au sud de Grenoble,
- le chemin de fer du Montenvers, près de Chamonix, dans le massif du Mont-Blanc.

## Routier
- < 6
- < 8
- < 10

- Pour la France: calculé par l'ONISR, sur la mortalité de la période 2012-2016 et la population INSEE 2016, Site ONISR'"`UNIQ--ref-00000001-QINU`"'
- Pour l'Andorre, source: estimation  OMS sur l'année 2013'"`UNIQ--ref-00000002-QINU`"'
- Pour les régions de Suisse et de l'UE, hors France, source: EUROSTAT (Victimes dans les accidents de la route par région NUTS 2 '"`UNIQ--nowiki-00000003-QINU`"'tran_r_acci'"`UNIQ--nowiki-00000004-QINU`"') pour les années 2012-2016'"`UNIQ--ref-00000005-QINU`"'.

Le réseau autoroutier du Rhône-Alpes, carrefour européen, est le plus dense de province.
C'est aussi un des seuls en France à ne pas suivre le schéma "araignée" (axes centrés sur la capitale régionale et pas de communications entre les villes secondaires) mais à assurer un véritable quadrillage de la région, à l'exception de la Drôme et l'Ardèche, desservies uniquement par la vallée du Rhône. Il est connecté à deux réseaux étrangers, à savoir l'Italie et la Suisse. L'autoroute du soleil est l'une des plus fréquentées de France, située sur l'axe PLM (Paris-Lyon-Marseille). Celle-ci sera peut-être doublée à l'avenir par l'autoroute Grenoble - Gap - Marseille, ce qui permettrait de la désengorger. Si elle voit le jour, cette autoroute sera la plus haute de France.
Lyon, Grenoble, Saint-Étienne, Chambéry, Annecy, Bourg-en-Bresse et Valence sont reliées par un important réseau d'autoroutes.
Le plus important péage autoroutier d'Europe se situe à Villefranche-sur-Saône. [réf. nécessaire]
Lyon, Grenoble, Saint-Étienne et Valence sont entourées par des périphériques (partiels ou entiers).
Grâce aux profondes vallées de Rhône-Alpes (vallée du Rhône, Grésivaudan et Combe de Savoie notamment), les tunnels autoroutiers sont plutôt rares pour cette région montagneuse.
Le réseau routier de cette région mène à des zones très touristiques. Ainsi, les jours de départs ou de retours de vacances, les embouteillages sont nombreux, surtout sur l'Autoroute du Soleil et dans les Alpes.

## Transports en commun
De nombreuses autorités organisatrices de transport en commun sont implantées en Rhône-Alpes
- La Région Rhône-Alpes
- Le département de l'Ain
- Le département de l'Isère
- Le département de la Loire
- Le SYTRAL
- Le SMTC
- Saint-Etienne Métropole
- ViennAgglo
- Grand Lac
- La Communauté d'agglomération Porte de l'Isère
- La Communauté d'agglomération de Bourg-en-Bresse
- La Roannais Agglomération
- La Communauté de communes Le Grésivaudan
- La Communauté d'agglomération du Pays voironnais
- La Commune de Nyons

Les trois plus grandes villes de Rhône-Alpes sont équipées en tramway et disposent d'un réseau de bus important. La plus grande, Lyon, bénéficie en plus de quatre lignes de métro.
Lyon et Saint-Étienne ont conservé leurs lignes de trolleybus (seules villes en France avec Limoges) et enfin, Saint-Étienne est une des trois seules villes françaises (avec Lille/Roubaix/Tourcoing et Marseille) à avoir conservé son réseau de tramway (en service depuis 1881).
De nombreuses villes ont également leurs réseaux de bus (Valence avec Citéa, Chambéry avec Synchro Bus, Villefranche-sur-Saône, Roanne, etc.). Il y a également des réseaux de cars inter-départementaux.
En hiver, des lignes supplémentaires ouvrent pour relier les vallées aux stations de ski. C'est par exemple le cas entre Grenoble et Chamrousse.
Enfin, l'aéroport de Lyon Saint-Exupéry est accessible en navette régulière depuis les grandes villes environnantes, à savoir Lyon, Saint-Étienne, Grenoble, Valence et Chambéry. Il y a également des liaisons entre Grenoble Saint-Geoirs et Grenoble ainsi qu'entre Saint-Étienne-Bouthéon et Saint-Étienne.
La région Rhône-Alpes est en profonde mutation en ce qui concerne son réseau Ferroviaire et de nombreux projets sont en cours de développement, à savoir le Réseau express de l'aire métropolitaine lyonnaise, Le Projet ferroviaire de l'ouest lyonnais, le Tram-train de l'Ouest lyonnais. La région est aujourd'hui soucieuse d'unifier les départements dans le domaine des transports comme on peut le remarquer depuis la création de Multitud'.

## Les transports des principales villes
L'agglomération de Lyonnaise possède le plus important réseau de transport en commun de Rhône-Alpes avec 4 lignes de métro, 5 lignes de tramway et plus d'une centaine de lignes de bus ou de trolleybus.
L'agglomération grenobloise, deuxième plus grande de la région, possède également un réseau développé avec ses 5 lignes de tramway, plusieurs dizaines de lignes de bus et son réseau TER local cadencé, assez similaire à un RER.
Le réseau stéphanois est quant à lui structuré autour des trois lignes de tramway et d'une soixantaine de lignes de bus et 1 seule ligne de trolleybus.

## Aérien
Rhône-Alpes compte plusieurs aéroports dont de nombreuses lignes régulières et des vols saisonniers pour le ski.

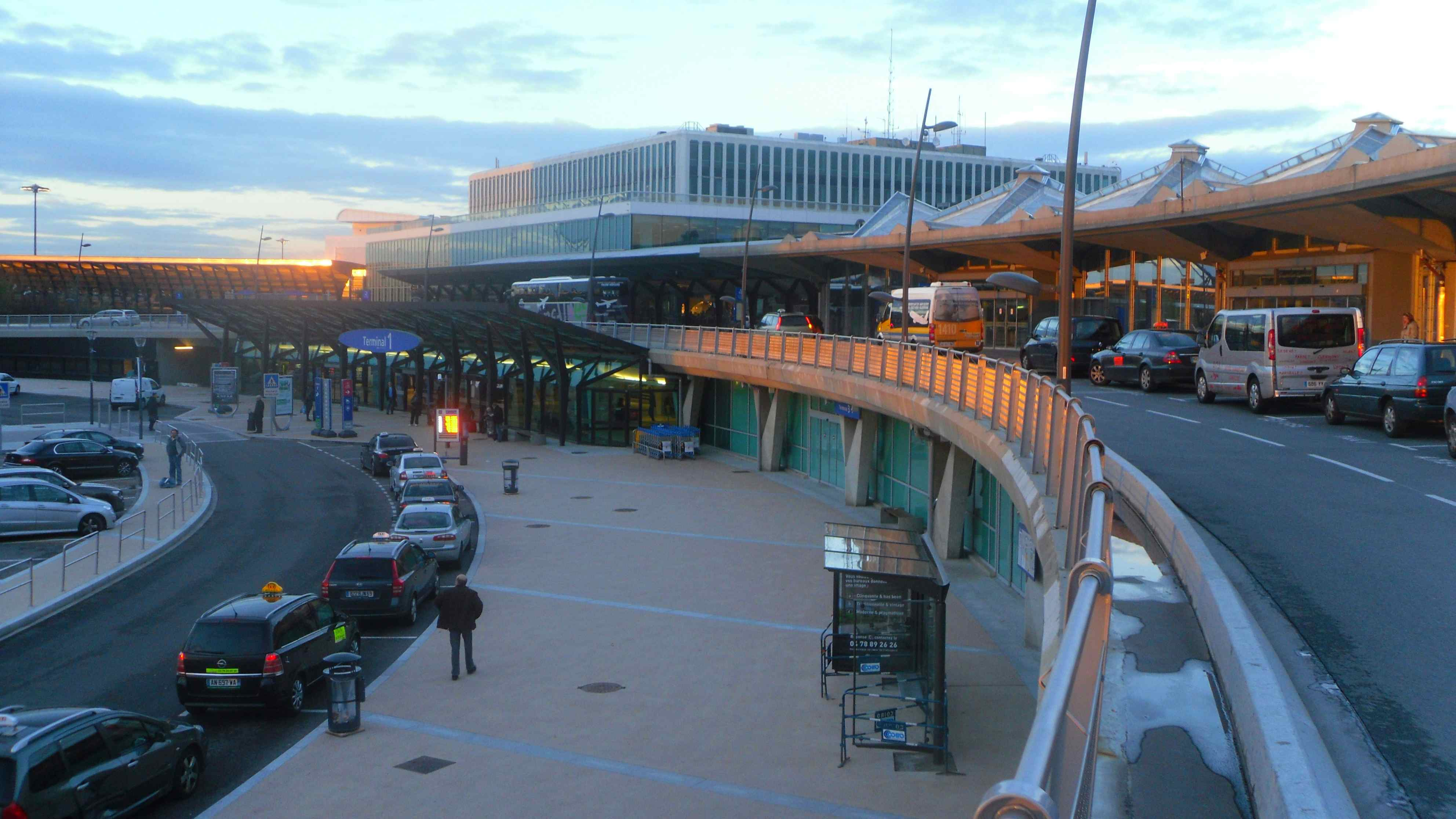
Lyon-Saint-Exupéry

Le plus grand aéroport de la région est celui de Lyon-Saint-Exupéry (anciennement Satolas). Il est situé au cœur de la région, si bien que les principales villes régionales se trouvent à moins de 100km de l'aéroport.

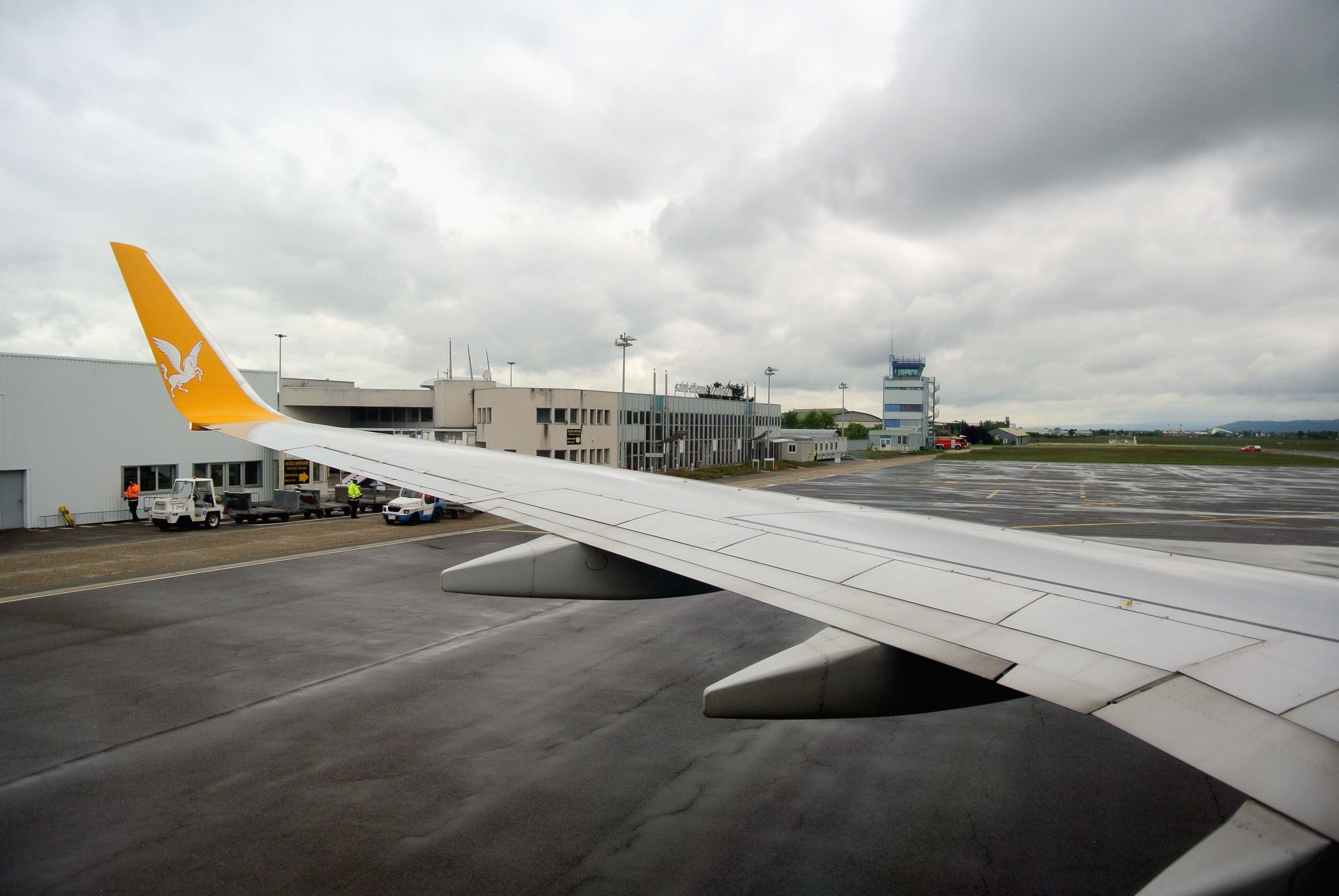
Tarmac de l'Aéroport de Saint-Étienne - Bouthéon

Les trois principaux autres aéroports sont ceux de Aéroport de Saint-Étienne-Loire , Grenoble et Chambéry. Les aéroports de Grenoble et Chambéry sont gérés par la même société.
- Lyon-Saint-Exupéry : c'est l'aéroport de Rhône-Alpes qui compte le plus grand nombre de destinations (dont internationales) et qui accueille le plus grand nombre de passagers.
- Grenoble-Isère et Chambéry-Savoie: il s'agit principalement de compagnies low cost. Le trafic est plus soutenu en hiver en raison de l'affluence des touristes vers les stations de ski, notamment en provenance de Grande-Bretagne, à noter que l'aéroport de Grenoble-Isère est devenu comme Lyon, un aéroport international.

- Aéroport de Saint-Étienne-Loire : Desservi par les compagnies Ryanair , Pegasus Airlines et Atlas Atlantique Airlines avec environ une quinzaine de destinations. À noter que cet aéroport est international.
- Aéroport d'Annecy Haute-Savoie Mont-Blanc : Dessert uniquement Paris Orly. 4 vols aller/retour par jour vers Paris-Orly ouest en semaine, 1 vol par jour le week-end.
- Le secteur français de l'aéroport international de Genève-Cointrin, accessible par la route douanière depuis Ferney-Voltaire, permet de desservir les aéroports français.